# Jadranka Elezović
Jadranka Elezović (Zagreb, 1948.) hrvatska je glumica. Njezina kći, Matea Elezović, je također hrvatska glumica.

## Filmografija

### Televizijske uloge
- "U dobru i zlu" kao Magda (2024.)
- "Kumovi" kao gospođa u toplicama (2022.)
- "Dar Mar" kao baba Jadranka Zimić (2020. – 2021.)
- "Na granici" kao Stana Skorupović i njezina dvojnica (2018. – 2019.)
- "Čista ljubav" kao Milica (2018.)
- "Prava žena" kao Kate (2017.)
- "Dolina sunca" kao Sanjina prijateljica (2009.)
- "Zauvijek susjedi" kao Nena (2007.)
- "Naša mala klinika" kao Gđa. Lovrić (2007.)
- "Cimmer fraj" kao Jela (2007.)
- "Zabranjena ljubav" kao Ruža Barišić (2006. – 2009.)
- "Ča smo na ovon svitu" kao Dujka (1973.)

### Filmske uloge
- "Zagreb Cappuccino" kao Kristinina majka (2014.)
- "Zločin u školi" kao Bartolova supruga (1982.)
- "Živi bili pa vidjeli" (1979.)
- "Dobro jutro, sine" – kratki film (1978.)

## Vanjske poveznice
- Jadranka Elezović u internetskoj bazi filmova IMDb-u (engl.)
- Stranica na Kazalište Kerempuh  Arhivirana inačica izvorne stranice od 11. listopada 2016. (Wayback Machine)